# Grupă (subunitate militară)

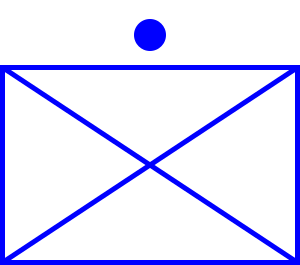
Simbolul NATO al unei grupe de infanterie aliate.

Grupa (în limba engleză squad sau section) este denumirea celei mai mici subunități din armată. În general o grupă este formată din 8-15 soldați, comandați de un gradat (caporal, sergent) sau subofițer. Unele țări, în special țările anglosaxone au unități și mai mici, așa-numite (fireteam)-uri formate din 4 persoane.

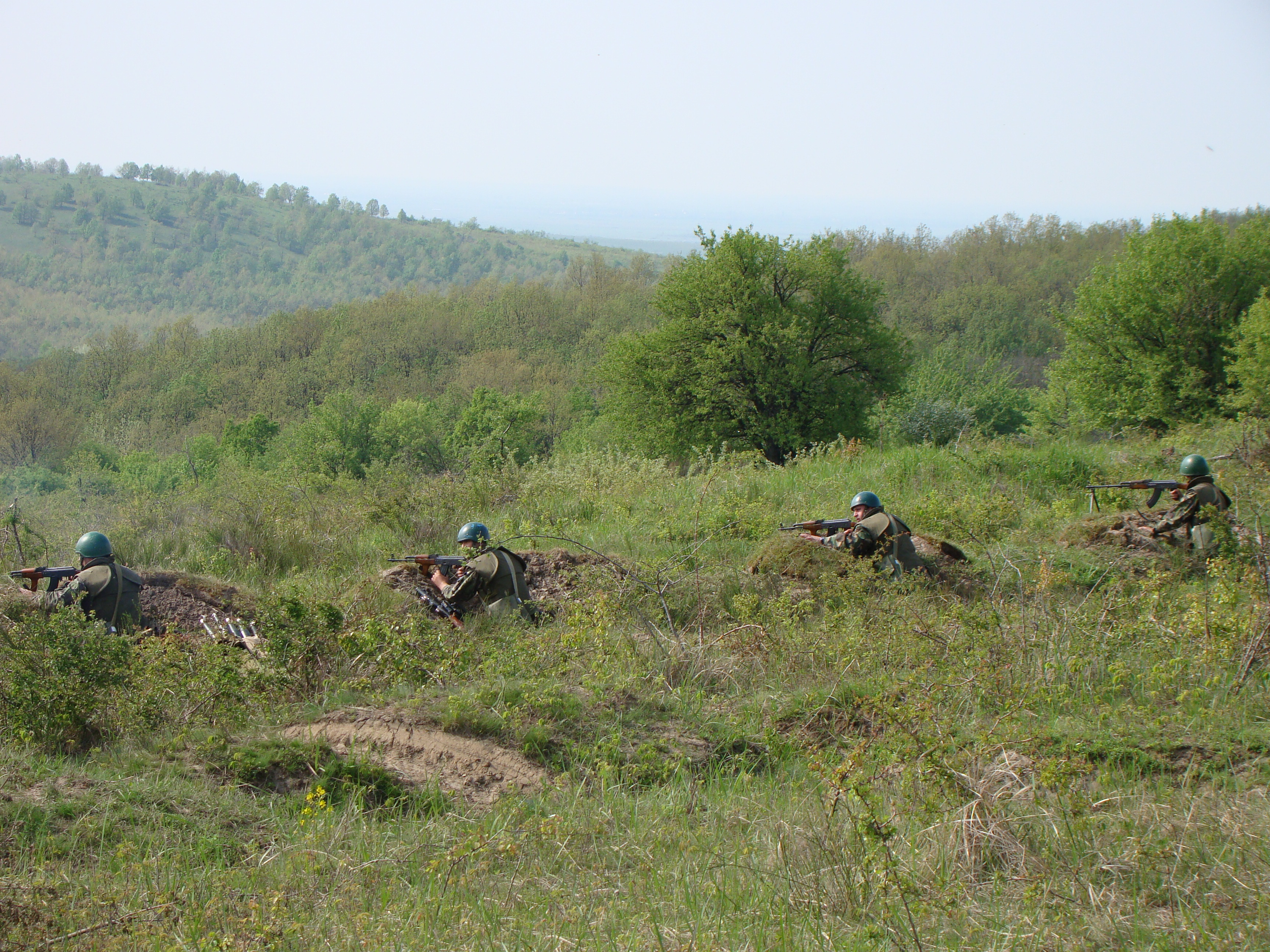
Grupă de infanterie a Armatei române în dispozitiv de apărare